# Banderilla

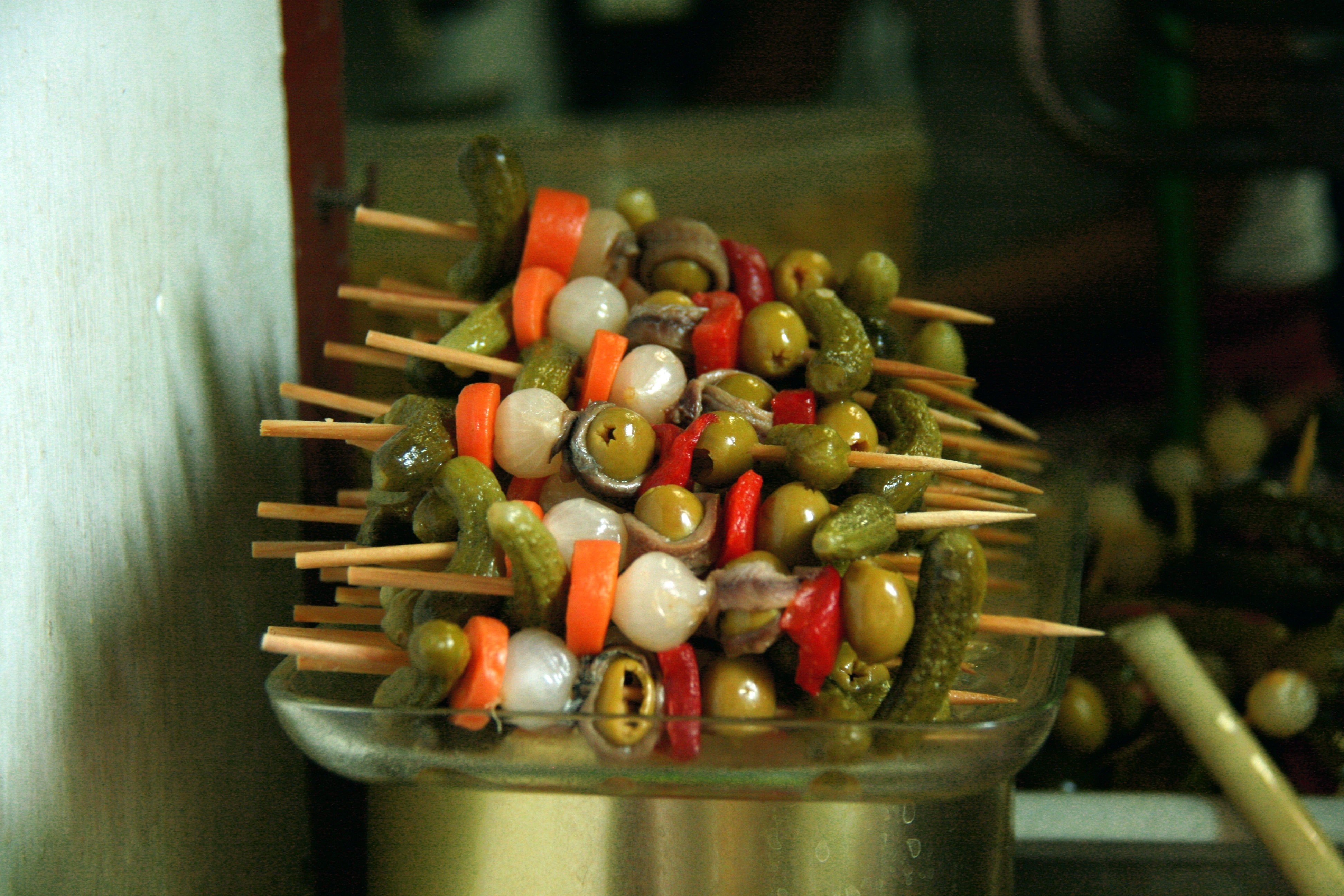
Banderillas

Banderilla (l.mn. banderillas) – odmiana hiszpańskiej przekąski (tapas).
Banderilla składa się z produktów nadzianych na drewniany szpikulec długości około 10 cm (może to być wykałaczka). Nadziewa się na niego najczęściej pikle, np. ogórki, oliwki, cebulę, paprykę chili, ale może to też być jajko lub kawałek chleba. Istotą dania jest umiejętne połączenie smaku kwaśnego (pikle) z ostrym (chili).
Nazwę przyjęto od kolczastej rzutki używanej podczas walki.